# برافو (السعودية)
برافو هي شركة لتشغيل قنوات الراديو الرقمية في السعودية. الآن جزء من شركة الاتصالات السعودية المُشغل الحالي، كانت في الأصل شركة منفصلة تعرف باسم شركة الاتصالات العامة بموجب اتفاقية BOT مع شركة الاتصالات السعودية. تم إطلاقه في عام 2005 باستخدام تقنية iDEN الخاصة بشركة موتورولا والتي تعمل على نطاق التردد SMR-800.
تركز برافو تيليكوم على خدمة إذاعية احترافية للقطاع التجاري والحكومي، مع عدم وجود عروض مسبقة الدفع تتمحور حول المستهلك لأن الشبكة في شراكة مع المشغل الحالي STC الذي يدير شبكة GSM و 3G الخاصة به تحت الاسم التجاري لـ Aljawal والذي يتناول بشكل أساسي هذا القطاع.
يقوم المشغلان الخلويان الآخران بإطلاق خدمة الضغط والتحدث (PTT) المشابهة لوظيفة تلك التي تقدمها برافو من خلال شبكة الخطوط الرقمية الخاصة بها، لكن الشركات السابقة استخدمت تقنية تسمى PoC لهذه الخدمة.
في الأردن، تدير شركة XPress الشقيقة لشركة Bravo-Telecom نفس النظام، والذي يمكّن العملاء من كلا الجانبين من إجراء مكالمات PTT دولية.
كانت الشركة مملوكة من قبل اثنين من المُساهمين وهي شركة محلية تدعى ناسكو وشركة الوطنية ومقرها دبي والتي تم الاستحواذ عليها بالكامل في وقت لاحق من قبل أوريدوو في قطر في عام 2007.
في عام 2013، تم الاستحواذ على برافو من قبل شركة الاتصالات السعودية، شركة الاتصالات الأشهر في المملكة العربية السعودية. لكنها تواصل تشغيل شبكة منفصلة بالتوازي مع «شبكة الاتصالات الآمنة الموحدة في المملكة العربية السعودية» (USeC) التابعة لوزارة الداخلية.
في عام 2017، أعلنت برافو عن خطط لاقتناء البنية التحتية المهنية لراديو المحمول (PMR) من شركة إيرباص.

## روابط خارجية
- الموقع الرسمي
- موقع XPress الرسمي